# Une demoiselle en loterie
Une demoiselle en loterie est une opérette en un acte composée par Jacques Offenbach sur un livret de Adolphe Jaime et Hector Crémieux. Elle est créée le 27 juillet 1857 au Théâtre des Bouffes-Parisiens à Paris.

## Argument
L'action se passe à Paris.
Aspasie, ancienne voltigeuse du cirque Loyal, a une idée originale pour se marier et constituer sa dot : elle se propose comme seul et unique lot à une loterie de son invention. Elle a impliqué son collègue Démêloir dans son projet et ce dernier essaie en vain de vendre 200 billets de loterie à 1 000 francs pièce, faisant des allers-retours de la Madeleine à la Bastille depuis 15 jours.
Tout espoir semble perdu lorsque arrive une lettre d'Anténor Pigeonneau, éleveur d'oies veuf, leur demandant de reporter le tirage le temps qu'il vienne du Périgord. Aspasie explique que ce Pigeonneau est un cousin qui aurait escroqué sans la connaître l’héritage de sa grand-tante.
Anténor entre et ne veut que le ticket numéro 100, car une oie a prédit que ce serait le numéro gagnant. Aspasie prétend alors que le comte Arthur de Blago Colonera Cardinos, arrivé directement en train de Cuba, a déjà acheté ce billet. Pour forcer les choses, Démêloir se déguise en comte espagnol, Aspasie chante une chanson et Pigeonneau, n'en pouvant plus, finit par offrir à Aspasie toute sa fortune. L'opérette se termine par le mariage d'Aspasie et d'Anténor.

## Distribution lors de la création
| Rôle               | Type de voix | Distribution lors de la première (Chef d'orchestre : Jacques Offenbach) |
| ------------------ | ------------ | ----------------------------------------------------------------------- |
| Aspasie            | soprano      | Lise Tautin                                                             |
| Anténor Pigeonneau | baryton      | Désiré                                                                  |
| Démêloir           | ténor        | Pierre Mesmacre                                                         |

## Airs musicaux
- Ouverture
- Rondo et duo  (Démêloir) : "Voici les billets"
- Couplets (Pigeonneau) : "Monsieur j'arrive en diligence"
- Trio (Pigeonneau, Aspasie, Démêloir) : "C'est elle! C'est lui!"
- Duo  (Pigeonneau, Aspasie) : "Va toujours, ma reine charmante"
- Chanson bohémienne (Aspasie) : "Écoutez cette chanson-là"
- Finale (Tous) : "Eh! Quoi vous seriez"

## Reprises
La pièce semble reprise régulièrement jusqu'au début du XXe siècle et parfois adaptée : la chanson bohémienne "Bohémiana" a inspiré Strauss pour une polka. M. Ouvrier arrange la pièce en quadrille en 1861.